# Pyrrosia splendens
Pyrrosia splendens är en stensöteväxtart som först beskrevs av Presl, och fick sitt nu gällande namn av Ren-Chang Ching. Pyrrosia splendens ingår i släktet Pyrrosia och familjen Polypodiaceae. Inga underarter finns listade.